# Charles Jenkinson (1er comte de Liverpool)
Pour les articles homonymes, voir Hawkesbury (homonymie) et Jenkinson.
Charles Jenkinson (26 avril 1727 – 17 décembre 1808), 1er comte de Liverpool, connu sous le nom de Lord Hawkesbury entre 1786 et 1796, est un homme d'État britannique. Il est le père du Premier ministre Robert Jenkinson, 2e comte de Liverpool.

## Biographie

### Jeunesse, famille et éducation
Il naît dans l'Oxfordshire, il est le fils aîné du colonel Charles Jenkinson (m. 1750) et Amarantha (née Cornewall). Il est le petit-fils de Sir Robert Jenkinson, 2e baronnet, de Walcot, Oxfordshire. La famille Jenkinson descend d'Anthony Jenkinson (m. 1611), capitaine dans la marine, marchand et grand voyageur, premier Anglais connu à pénétrer en Asie centrale. Il fait ses études à la Charterhouse School puis à l'University College d'Oxford, d'où il obtient un Master of Arts en 1752.

### Carrière politique
En 1761, Liverpool entre au Parlement comme représentant pour Cockermouth et est nommé sous-secrétaire d’État par Lord Bute. Il gagne les faveurs de George III et, lorsque Bute prend sa retraite, Jenkinson devient le chef des « King's Friends » à la Chambre des communes. En 1763, George Grenville le nomme Lord du Trésor adjoint. En 1766, après une brève période d'inactivité, il devient l'un des Lords de l'Amirauté puis Lord du Trésor dans le gouvernement Grafton. En 1772, Jenkinson est nommé membre du Conseil privé et vice-trésorier d'Irlande. En 1775, il fait l'acquisition d'une charge de clerk of the pells (en) en Irlande et devient Master of the Mint. De 1778 jusqu'à la chute du gouvernement de Lord North en 1782, il est secrétaire à la Guerre. De 1786 à 1803, il est président du Board of Trade et chancelier du duché de Lancastre, il jouit alors de la pleine confiance du roi. En 1786 il est créé « baron Hawkesbury », de Hawkesbury dans le comté de Gloucester puis, dix ans plus tard, comte de Liverpool. Il devient également septième baronnet de Walcot en 1790. Il réside successivement à Addiscombe, dans le Surrey puis à Hawkesbury, dans le Gloucestershire. Liverpool écrit plusieurs ouvrages politiques, mais, à l'exception de son Treatise on the Coins of the Realm (1805) ces ouvrages sont, selon l'Encyclopædia Britannica de 1911, « sans mérites marquants. »

### Famille
Liverpool se marie deux fois. Il épouse en premières noces Amelia Watts, fille de William Watts, gouverneur de Fort William, au Bengale, en 1769. Elle décède en juillet 1770, un mois après avoir donné naissance à leur premier fils, Robert. Liverpool se remarie avec Catherine, veuve de Sir Cecil Bishopp, 6e baronnet et fille de Sir Charles Cope, 2e baronnet, en 1782. De cette union naît un fils, Charles, et une fille. Lord Liverpool meurt à Londres le 17 décembre 1808, à l'âge de 79, et son fils Robert, issu de son premier mariage, lui succède et devient un éminent homme politique, la carrière de ce dernier culmine avec sa nomination comme Premier ministre du Royaume-Uni. Sa femme, la comtesse de Liverpool meurt en octobre 1827, à l'âge de 82 ans.

## Postérité
Le Hawkesbury en Nouvelle-Galles du Sud, Australie et la ville d'Hawkesbury (Ontario), au Canada ont été nommés d'après son nom.

### Sources et références
- Lewis Namier & John Brooke, The House of Commons, 1754–1790, vol. 1
- (en) « Charles Jenkinson (1er comte de Liverpool) », dans Encyclopædia Britannica [détail de l’édition], 1911 (lire sur Wikisource).